# Зощенко, Михаил Иванович
Михаил Иванович Зощенко (21 января 1857, Перекоп, Таврическая губерния — 27 декабря 1907 (9 января 1908), Санкт-Петербург) — русский художник, мозаичист. Отец писателя Михаила Зощенко.

## Биография
Родился 21 января 1857 года в Перекопе Таврической губернии. Из дворян Полтавской губернии. Отец - титулярный советник Иван Николаевич Зощенко (1822-1904), мать - Любовь Абрамовна. Закончил Харьковское реальное училище.
В 1876—1884 годах учился в Императорской Академии художеств, получив за успехи звание неклассного художника.

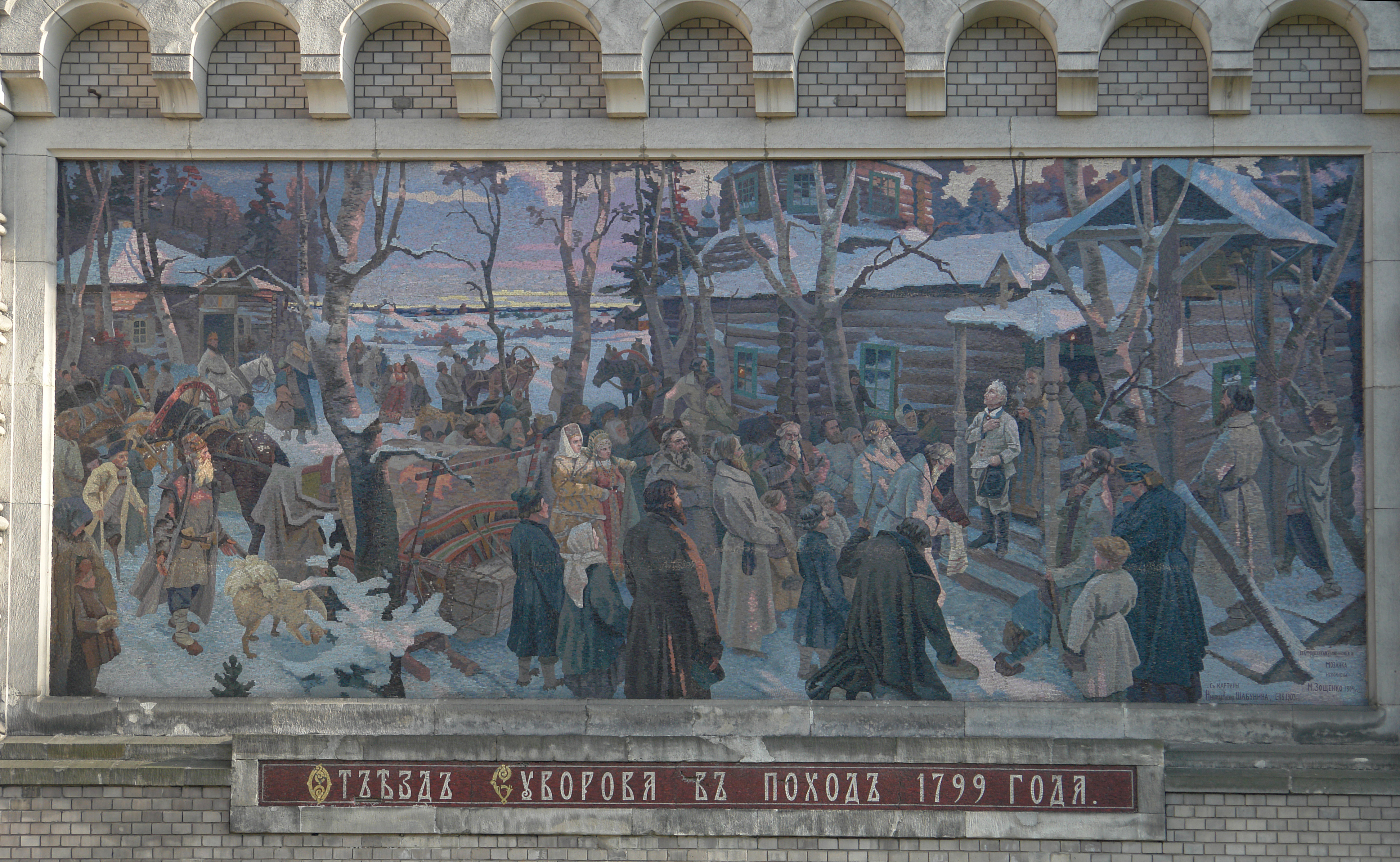
Мозаика «Отъезд Суворова в поход 1799 года».

16 марта 1893 года был принят учеником в мозаичную мастерскую, а 9 декабря 1896 году был утверждён младшим художником-мозаичистом в мозаичной мастерской Академии художеств. Состоял в Товариществе русских художников-иллюстраторов (В. О., Средний пр., д.8).
28 ноября 1903 года Михаилу Ивановичу было поручено исполнить мозаичное панно для Суворовского музея по оригиналу художника Н. А. Шабунина: «Отъезд Суворова из села Кончанского в итальянский поход 1799 года». 6 мая 1905 года за эту работу он был награждён орденом Святого Станислава 3-й степени.
Занимаясь живописью, сотрудничал с рядом петербургских журналов: «Север», «Нива» и другими. Автор иллюстраций к произведениям Н. В. Гоголя и Ф. М. Достоевского. В 1905 году вернулся к живописи, писал портреты и бытовые композиции.
29 апреля 1890 года женился на Елене Осиповне (Иосифовне) Суриной. Всего в семье родилось 8 детей.
Умер 27 декабря 1907 (9 января 1908) года в Петербурге от разрыва сердца. Похоронен на Смоленском православном кладбище в Санкт-Петербурге.
В 1908 году в залах Академии художеств в Санкт-Петербурге состоялась посмертная выставка его работ. К 110-летию со дня кончины Михаила Ивановича могилы были приведены в порядок историко-культурным центром «Белое дело» и фирмой «Собор».

## Творчество
По своим творческим устремлениям Зощенко был близок к Товариществу передвижных художественных выставок, на экспозициях которого и демонстрировал свои картины: «Волостной суд» (1888), «Свой вор» (1889), «В ожидании найма» (1890), «Гадание», «У плетня», «В крестьянской избе» (все — 1890-е годы), «В тишине» (1908).
Его произведения хранятся в Третьяковской галерее, Краснодарском художественном музее, Ирбитском и Екатеринбургском музеях изобразительных искусств.

## Галерея

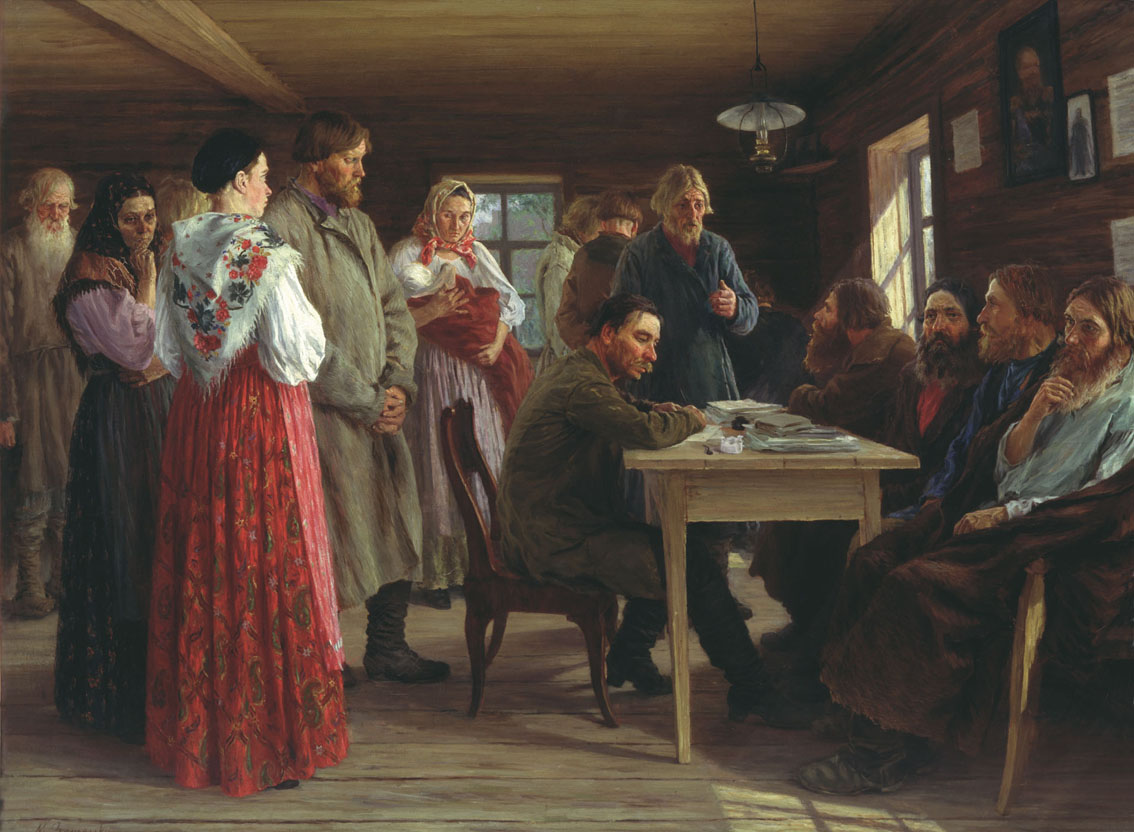
Волостной суд. 1888 Третьяковская галерея
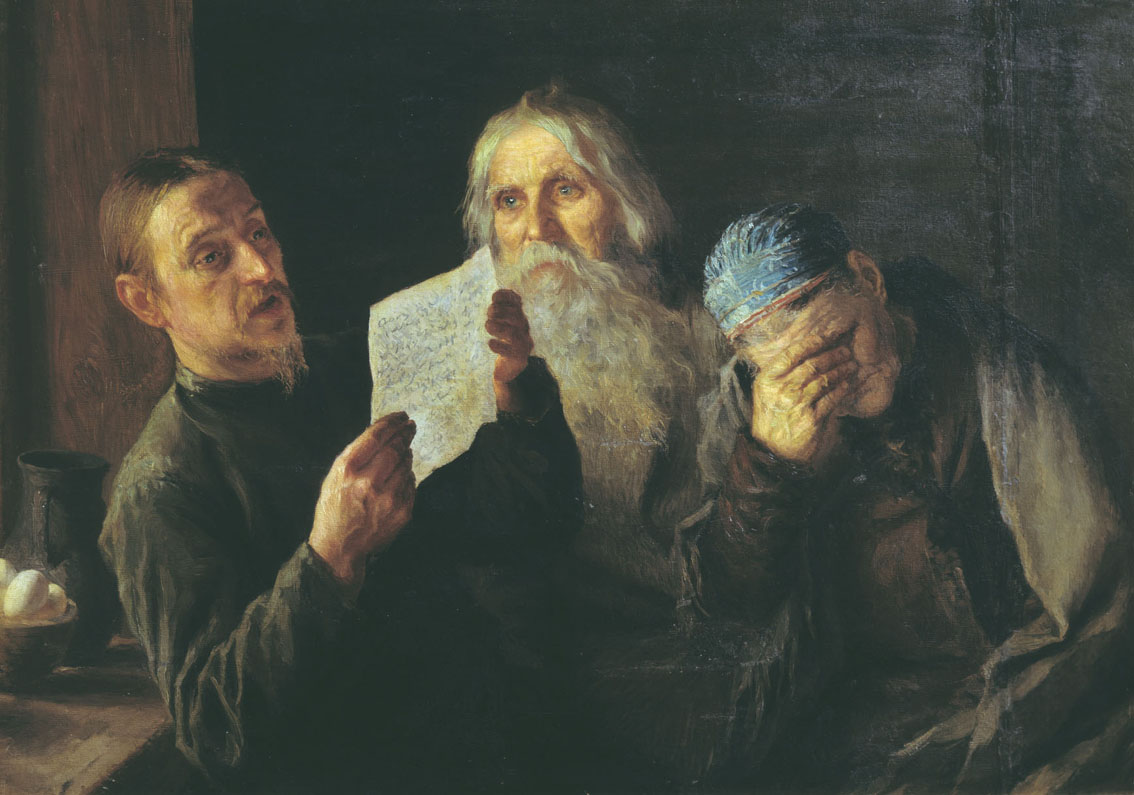
Письмо от кормильца
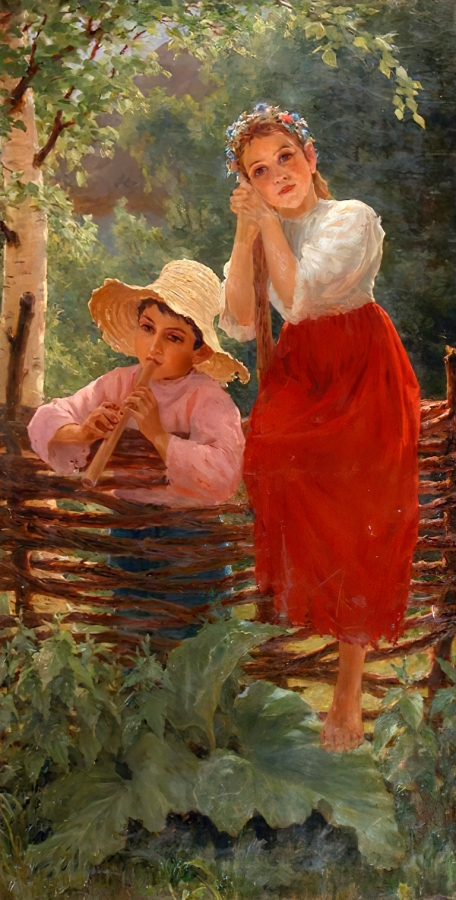
У плетня. 1890-е Краснодарский художественный музей

## Семья
Жена — Елена Осиповна Сурина (1875—1920) — имела артистические наклонности, играла в любительском театре и писала небольшие рассказы. Последние годы жила на Васильевском острове (4-я линия, д. 3, кв. 17). Скончалась 31 января 1920 года в Петрограде от воспаления лёгких во время эпидемии «испанки», упокоена рядом с мужем. 
- Сын — Михаил Михайлович Зощенко (1894—1958) — советский писатель. Женился на Вере Кербиц-Кербицкой. Умер в 1958 году в Сестрорецке.
  - Внук — Валерий Михайлович Зощенко (1921—1986) — театральный критик
    - Правнук — Михаил Валерьевич Зощенко (1943—1996) — капитан 2-го ранга.
      - Праправнучка — Вера Михайловна Зощенко (род. 1983) — актриса.
- Сын — Виталий Михайлович Зощенко (1905—1943)
- Сын — Владимир Михайлович Зощенко (1899—?)
- Дочь — Вера Михайловна Зощенко (1900—?)
  - Внук — Владимир Матвеевич (?—1958)
- Дочь — Елена Михайловна Зощенко (1890—1957) — была замужем за Р. Е. Булациным и Владимиром де Пеллегрин Кобысским.
  - Внук — Юрий Владимирович Кобысский
  - Внучка — Елена Романовна Эпельман (Булацина) (?—1980) — вышла замуж за М. Д. Эпельмана.
    - Правнучка — Инна Михайловна Эпельман
- Дочь — Тамара Михайловна Зощенко (1898—1924)
- Дочь — Юлия Михайловна Зощенко (1896—1942)
- Дочь — Валентина Михайловна Зощенко (1892—1955) — была замужем за М. П. Карякиным и Николаем Истоминым.

Фотографии
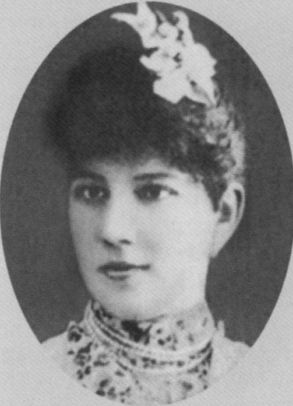
Елена Осиповна Сурина
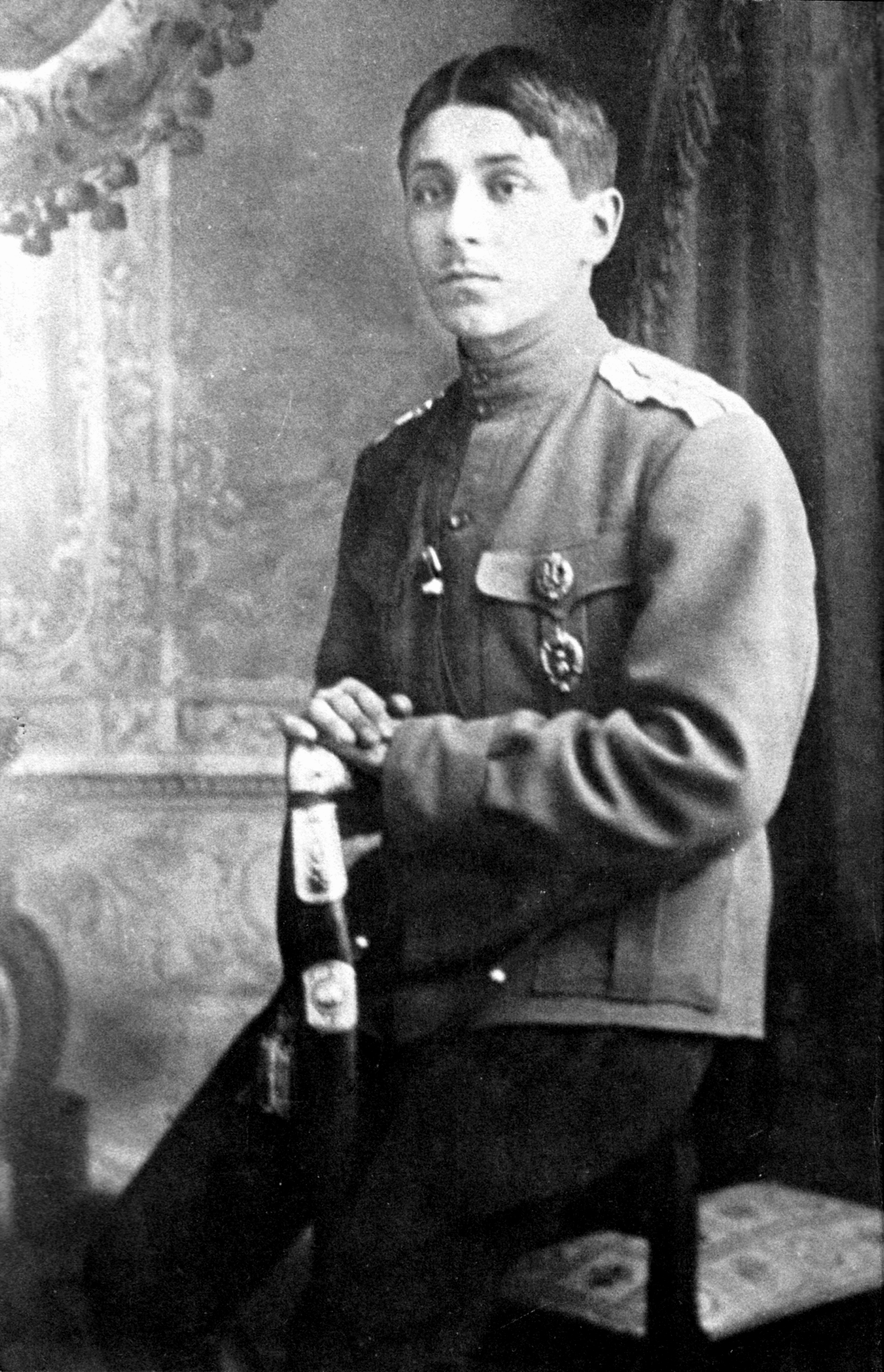
Михаил Михайлович Зощенко

## Награды
- Орден Святого Станислава 3-й степени (1905)